# Макромолекула
Макромоле́кула — велика молекула з великою молекулярною масою, але, зазвичай, використання терміна обмежується полімерними молекулами, або молекулами, які структурно включають полімери. Розмір макромолекули зазвичай становить діаметром приблизно від 100 до 10 000 ангстрем (від 10 −5 до 10 −3 мм). Пластмаси, смоли, багато синтетичних і натуральних волокон (наприклад, нейлон і бавовна), каучуки та біологічно важливі білки та нуклеїнові кислоти належать до речовин, які складаються з макромолекул. Термін ввів німецький хімік Г. Штаудінґер.

## Історія відкриття
Користь натурального каучуку була визнана два століття тому, а ефіри целюлози стали предметом торгівлі наприкінці дев’ятнадцятого століття. Лео Бекеланд винайшов першу повністю синтетичну смолу — продукт фенолоформальдегідної конденсації, відомий як бакеліт — між 1905 і 1909 роками. Однак малоймовірно, що хтось із розробників цих матеріалів визнав їх справжню хімічну природу як макромолекул. Навіть у період — приблизно з 1900 по 1930 рік — коли органічна хімія досягала передового рівня розвитку, ідея ковалентних зв’язків молекул з молекулярною масою 100 000 або навіть більше не була прийнята. Вважалося, що такі структури за своєю суттю будуть нестабільними. Натомість зазвичай вважалося, що речовини з полімерними властивостями — в’язкість, еластичність, відсутність різкої точки плавлення та розчини з високою в’язкістю — являють собою агрегати малих молекул, які утримуються разом нечітко визначеними «вторинними» або «частковими» формами валентності. Зокрема, стосовно натурального каучуку, вважалося, що ці асоціативні форми вторинної валентності потребують наявності подвійних зв’язків.
Герман Штаудінгер зміг серйозно похитнути основи теорії асоціації, показавши, що при гідруванні до насиченого вуглеводню природний каучук все ще зберігає свій полімерний характер. За допомогою цих та інших доказів він зміг, незважаючи на сильну опозицію, показати, що полімери складаються з молекулярних утворень.
Фундатором сучасної полімерної хімії вважають німецького хіміка Г. Штаудінґера, який 1922 запропонував термін «макромолекула», а сполуки, що складаються з макромолекул, назвав «високомолекулярними сполуками». У середині 1930-х років американський фізико-хімік Пол Флорі ввів у полімерну хімію концепцію виключеного об’єму та довів незалежність реакційної здатності (активності) функціональних груп від довжини ланцюга полімеру. Г. Штаудінґер за дослідження в галузі хімії високомолекулярних речовин (1953) та Пол Флорі за фундаментальні досягнення в галузі теорії та практики фізичної хімії макромолекул (1974) були удостоєні Нобелівської премії.

## Загальний опис
Термін «макромолекула» часто використовується в молекулярній біології і біохімії. У цьому випадку зазвичай мова йде про «біомакромолекули» або біополімери — білки, полісахариди і нуклеїнові кислоти (ДНК, РНК). Ліпіди (жири) — не є макромолекулами, оскільки вони не створюють великих ковалентно зв'язаних молекул. Синтетичні приклади макромолекул включають пластмаси. Великі молекулярні структури, такі як кристали і метали, хоча і складені із великого числа атомів, з'єднаних молекулярними силами, зазвичай, не вважаються «макромолекулами».
Термін «макромолекула» також іноді використовується, для посилання на сукупності з двох або більше макромолекул, що утримуються разом міжмолекулярними силами, а не ковалентними зв'язками. Таке використання звичайне зокрема, коли індивідуальні макромолекули агрегату рідко існують в ізоляції. Така сукупність все ж частіше називається макромолекулярним комплексом. У такому контексті, індивідуальні макромолекули часто називають субодиницями (наприклад, «білкові субодиниці»).
Розрізняють: макромолекула атактична, макромолекула багатониткова, макромолекула гребінчаста, макромолекула драбинчаста, макромолекула зірчаста, макромолекула ізотактична, макромолекула лінійна, макромолекула нерегулярна, макромолекула однониткова, макромолекула регулярна, макромолекула синдіотактична, спіромакромолекула, макромолекула стереоблочна, макромолекула стереорегулярна, макромолекула тактична.
- Лінійна макромолекула — макромолекула, для структури якої в основному характерне багатократне повторення лінійних послідовностей ланок, що є похідними (уявними чи справжніми) молекул з низькою молекулярною масою.
- Макромономерна молекула (англ. macromonomer molecule) — макромолекула, що має одну кінцеву групу такої будови, що дозволяє їй діяти як мономерній молекулі, вносячи лише одну мономерну ланку до ланцюга утвореної макромолекули.
- Блокмакромолекула — макромолекула, яка складається з блоків, сполучених у лінійній послідовності.
- Стереорегулярна макромолекула — регулярна макромолекула, що складається з переважно одного виду стереоповторювальних ланок.
- Регулярна макромолекула — макромолекула, структуру якої в основному становить повторення однієї структурної ланки, що з'єднана з усіма ланками ідентично, якщо брати до уваги певний напрямок.
- Графтмакромолекула — макромолекула з одним чи більше типом блоків, приєднаних до основного ланцюга як бокові ланцюги, які мають структурні чи конфігураційні особливості інші, ніж в основному ланцюзі.
- Гребіньчата макромолекула — макромолекула, що складається з основного ланцюга з багатьма трифункційними точками розгалуження, від кожної з яких відходять лінійні бічні ланцюги.

## Утворення макромолекул
Макромолекули утворюються шляхом полімеризації та полікондексації.

Полімеризація капролактаму

## Властивості
- Гнучкість макромолекул — (англ. flexibility of macromolecules) — характерна для макромолекул здатність до зміни конформації внаслідок внутрішньомолекулярних теплових рухів окремих сегментів макромолекули чи під дією зовнішніх сил.
- Виключений об'єм макромолекули (англ. excluded volume of macromolecule) — об'єм, з якого макромолекула в розбавленому розчині ефективно витісняє всі інші макромолекули. Виключений об'єм макромолекули залежить від вільних енергій Гіббса та Гельмгольца змішування розчинника з полімером, тобто від термодинамічних властивостей розчинника і не є мірою геометричних розмірів макромолекули.
- Виключений об'єм сегмента (англ. excluded volume of segment) — об'єм, з якого сегмент макромолекули в розбавленому розчині ефективно витісняє всі інші сегменти макромолекул, як цієї ж, так і інших макромолекул. Виключений об'єм сегмента залежить від вільних енергій Гіббса та Гельмгольца змішування розчинника з полімером, тобто від термодинамічних властивостей розчинника і не є мірою геометричних розмірів сегмента.
- Високоеластичний стан (англ. high-elastic state) — стан, в якому пружні деформації пов'язані зі зсувом тільки окремих сегментів ланцюга макромолекули. Досягається при нагріванні полімера, що знаходиться у склоподібному стані, вище температури склування. Релаксація напруг у цьому стані швидша, ніж у склоподібному.

## Моделі
- Намистово-пружинкова модель — модель, що відтворює гідродинамічні властивості ланцюгів макромолекул. Останні представляються як послідовність намистинок, кожна з яких чинить гідродинамічний опір середовищу, але намистинки зв'язані між собою пружинкою, що не чинить такого опору. Орієнтація пружинок вважається випадковою. Модель описує еластичні та деформаційні властивості ланцюга.
- Намистово-стрижнева модель — модель, що відтворює гідродинамічні властивості ланцюгів макромолекул. Останні представляються як послідовність намистинок, кожна з яких чинить гідродинамічний опір середовищу, але які зв'язані між собою жорстким стрижнем, що не чинить такого опору.
- Однониткова макромолекула — макромолекула, що складається зі структурних ланок, з'єднаних таким чином, що сусідні структурні ланки приєднуються одна до одної через два атоми, по одному на кожній ланці.

## У медицині
Останні досягнення у фармацевтичній біотехнології сприяють використанню макромолекул як терапевтичних засобів передової лінії для лікування кількох основних захворювань, включаючи СНІД, гепатит, серцево-судинні захворювання та рак.Більшість високомолекулярних лікарських засобів є пептидами та білками , і зазвичай вводяться у вигляді розчину або суспензії інвазивними шляхами, які можуть бути болючими та часто неприйнятними, наприклад внутрішньовенними або підшкірними ін’єкціями.

## Інтернет-ресурси
- Synopsis of Chapter 5, Campbell & Reece, 2002
- Lecture notes on the structure and function of macromolecules
- Several (free) introductory macromolecule related internet-based courses [Архівовано 2011-07-18 у Wayback Machine.]
- Giant Molecules! by Ulysses Magee, ISSA Review Winter 2002–2003, ISSN 1540-9864. Cached HTML version of a missing PDF file. Retrieved March 10, 2010. The article is based on the book, Inventing Polymer Science: Staudinger, Carothers, and the Emergence of Macromolecular Chemistry by Yasu Furukawa.